# 周辺構造モデル
周辺構造モデル（しゅうへんこうぞうもでる、限界構造モデル、marginal structural model）は、統計モデルの一種であり、疫学における因果推論に用いられる。

## 概要
このモデルでは、介入の効果の評価における時間依存性交絡の問題を、逆確率重み付けによって処理する。たとえば、エイズ関連死亡率に対するジドブジンの効果を調べる研究では、CD4リンパ球は治療の適応に使われ、治療の影響を受け、生存に影響を与える。時間依存性交絡因子には体重や検査値（アラニンアミノトランスフェラーゼやビリルビン）などがあり、通常、健康状態の予後を規定するとともに、治療法の用量や適応の選択に用いられる。
最初の周辺構造モデルは2000年に登場した。ジェームズ・ロビンスとミゲル・エルナンの研究によって直感的な理論と実装しやすいソフトウェアが提供され、縦断的データの分析に人気を博した。

## 例

### 線形周辺構造モデル
線形周辺構造モデルでは、次式を考える。
{\displaystyle E(Y^{a})=\psi _{0}+\psi _{1}a,\quad a=0,1}
このとき、
{\displaystyle \psi _{1}=(\psi _{0}+\psi _{1})-\psi _{0}=E(Y^{1})-E(Y^{0})}
は平均因果効果 average causal effect に相当する。

### 一般化線形周辺構造モデル
一般化線形周辺構造モデルでは、次式を考える。
{\displaystyle E(Y^{a})=g^{-1}\left(\psi _{0}+\psi _{1}a\right),\quad a=0,1}
交絡の問題から、これは次式とは異なるものである。
{\displaystyle E(Y_{i}\mid A_{i})=g^{-1}\left(\psi _{0}+\psi _{1}A_{i}\right),\quad A_{i}=0,1}
しかし、逆確率重み付けによる擬似集団(pseudo-population)を用いれば、一定の条件の下に交絡を無視できる。